# Ексекій

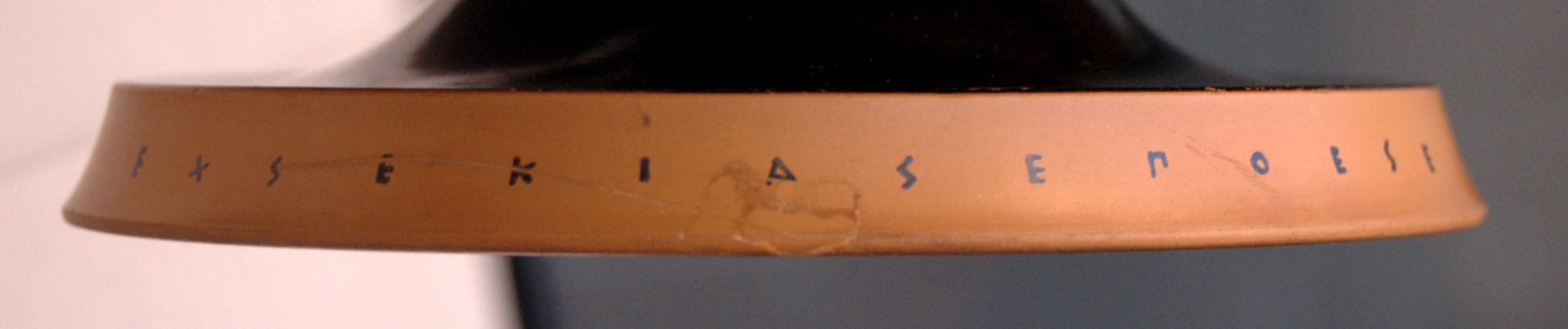
Підпис Ексекія як вазописця на кіліксі Діоніс у човні (див. нижче)

Ексекій (лат. Exekias, грец. Ἐξηκίας) — давньогрецький гончар і вазописець з Афін, який творив близько 550–530 років до н. е. Вважається одним з найзначніших і талановитіших художників чорнофігурного стилю вазопису.
На відміну від більшості інших вазописців, він почав свій творчий шлях гончарем. Його першими відомими роботами стали дві амфори. Ексекій творчо використав досвід попередніх поколінь вазописців східної Греції. Його твори гончарного мистецтва мали великий вплив на наступні покоління майстрів. Збережена донині часу творча спадщина великого майстра складається з 15 ваз із підписом їх творця-гончара Ексекія: Eksekias egraphse m'kapoiesen.
Проте ще більшу популярність Ексекій здобув своїми вазописними роботами. Три вази (одна — у Мюнхені, одна — у Ватикані і одна в Таренті), створені руками майстра, носять також його підпис вазописця: Eksekias m'epoiesen. Авторство решти робіт вазописця Ексекія встановлено виключно на підставі результатів стилістичного аналізу. Вазописні роботи Ексекія відносять до третьої чверті VI століття до н. е., можливо навіть до періоду 545–530 років до н. е.

## Творчість

Амфора «Самогубство Аякса», Міський музей Болоньї

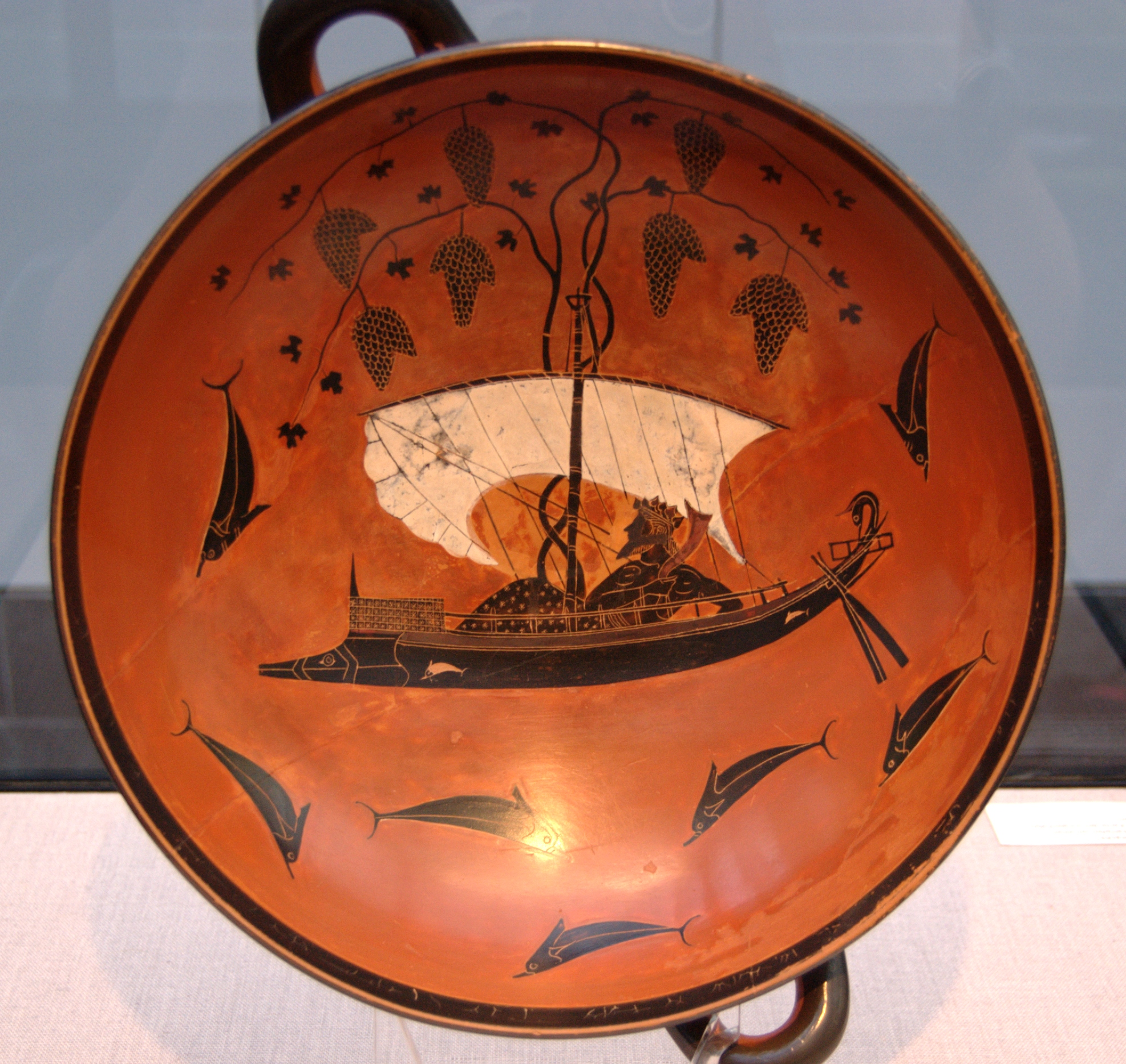
Кілікс Діоніс у човні, або «Чаша з очима»

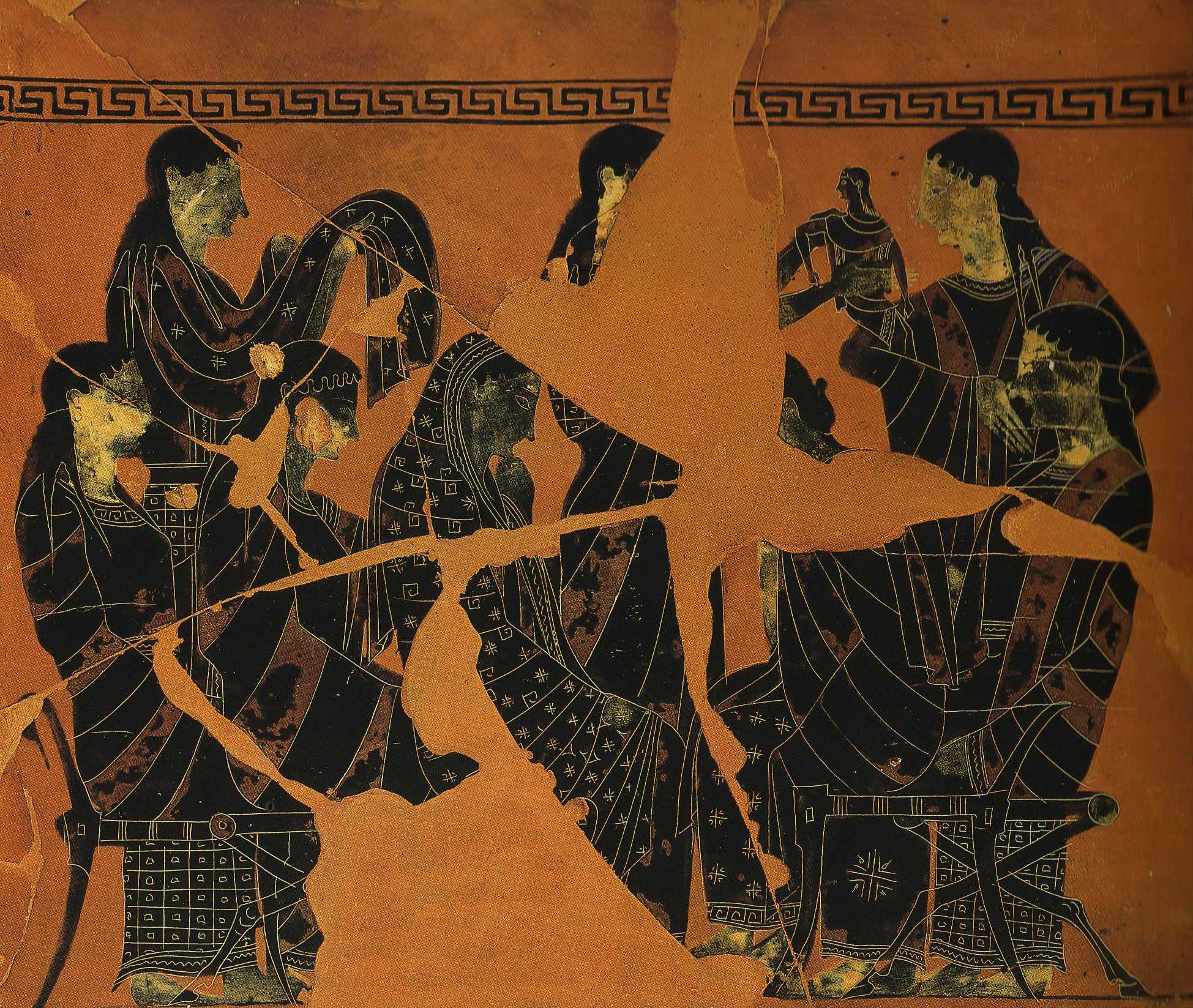
Фрагмент поховальної пінаки Ексекія

Ексекій надав вирішального поштовху розвитку чернофігурного вазопису — як у розташування розписів, так і у виборі та виконанні орнаментів. Разом з гончарем Амасісом він створив перші амфори, з обох сторін яких зображені розповідні малюнки. Попри всю обмеженість стилю чорнофігурного вазопису завдяки своїй майстерності Ексекію вдалося відкрити нові можливості художнього вираження на керамічних виробах. Це стало можливим, в першу чергу, завдяки використанню нових сюжетів, але ще більше завдяки новому способу зображення, який вдихнув у чорні фігури невідому для цього стилю новизну та оригінальність.
Ексекій — перший вазописець, який зобразив не результат дії, а підготовку до дії. Фігури в його виконанні отримали особливу глибину, якої в грецькому мистецтві до цього не сягав жоден поет. Так на амфорі «Самогубство Аякса», що зберігається нині у Міському музеї Болоньї, він зобразив героя Троянської війни саме під час підготовки до вчинку, а не після нього, як завше це робили попердники Ексекія. Есекію удалося відбити почуття і рішучість Аякса Великого. Ексекію було також важливо відобразити гідність зображених людей. Якщо старі вазописці зображали людей як ляльок, а Вазописець Амасіса зумів зробити їх живими людьми, то Ексекій зробив людей богами і тим самим передбачив появу класичного мистецтва. Деякі мистецтвознавці вважають Ексекія за першого художника західноєвропейської культури.
На одній з найвідоміших ваз Ексекія (яка отримала також назву «Чаша з очима» через зображення магічного ока на зворотному боці, ця ваза, можливо, була апотропієм) — кілікс, який зберігається Державному античному зібранні Мюнхена зображений бог Діоніс, який як справжній гуляка лежить у човні. На його божественну приналежність вказує символ Діоніса — зростаюча вздовж щогли виноградна лоза.
Інша відома ваза Ексекія носить назву «Аякс і Ахілл за настільною грою між боями». У цій сцени немає літературного підкріплення: або такий міф до нас не дійшов, або вона повністю вигадана художником. Ексекій явно відчував особливий інтерес до подій Троянської війни і, зокрема, до її героя Аякса. Ексекію також належить першість у зображенні перевернутої колісниці.
Роботи Ексекія технічно бездоганні і орієнтуються на найкращі зразки скульптури того часу. Всі твори Ексекія відрізняються високою якістю і цінністю (Ексекія навіть називають перфекціоністом), і тому дуже складно відстежити розвиток його художнього стилю. Ремісник Ексекій отримав визнання ще за життя, інакше складно було б пояснити той факт, що за замовленням якогось заможного афінянина він створив серію з як мінімум 15 похоронних пінак, фрагменти яких нині зберігаються у Берлінському античному зібранні та Музеї Керамікосу. За своєю концепцією ці похоронні таблички Ексекія мають схожість з сучасними йому мальовничими шедеврами, виконаними на дереві. Майстер червонофігурного вазопису Андокід, імовірно, був учнем Ексекія і писав у новому стилі в техніці свого вчителя.